# Eleição municipal de São Pedro da Aldeia em 2008
A eleição municipal da cidade brasileira de São Pedro da Aldeia em 2008 ocorreu no dia 05 de outubro de 2008, como parte do conjunto de eleições municipais no Brasil que ocorreram no mesmo ano. Na ocasião, foram eleitos um prefeito, vice-prefeito e 10 vereadores para a Câmara Municipal da cidade.
A campanha eleitoral contou com a participação de 3 candidatos a prefeito. O prefeito em exercício, Paulo Lobo, do PMDB, não pôde se candidatar para uma nova reeleição devido ao limite estabelecido na Constituição Brasileira de, no máximo, dois mandatos executivos consecutivos por pessoa. O primeiro turno foi realizado em 05 de outubro de 2008. Carlindinho, candidato pelo PMDB, foi eleito com 16.323 votos (40,58% dos votos válidos), seguido de Chumbinho, do PT, que obteve 14.302 votos (35,55%). 
Na Câmara dos Vereadores, 132 candidatos concorreram ao pleito e 10 foram eleitos. Dentre os vereadores eleitos, 2 foram reeleitos. Os partidos que conquistaram o maior número de assentos foram PSDB e PTC, com 2 assentos cada. André de Gilson foi o candidato mais votado, recebendo 1.865 votos (5,02% dos votos válidos). Os candidatos eleitos tomaram posse na Prefeitura de São Pedro da Aldeia em 1 de janeiro de 2009 para exercerem um mandato de quatro anos.

## Candidaturas para a prefeitura
| Nº      | Prefeito  | Prefeito    | Prefeito          | Prefeito                                                          | Vice-prefeito | Vice-prefeito | Vice-prefeito       | Vice-prefeito     | Vice-prefeito     | Coligação                                                               |
| Nº      | Candidato | Candidato   | Partido Federação | Cargos relevantes                                                 | Candidato     | Candidato     | Candidato           | Partido Federação | Cargos relevantes | Coligação                                                               |
| ------- | --------- | ----------- | ----------------- | ----------------------------------------------------------------- | ------------- | ------------- | ------------------- | ----------------- | ----------------- | ----------------------------------------------------------------------- |
| 12      |           | Iédio Rosa  | PDT               | - Prefeito de São Pedro da Aldeia (1989–1992); - Advogado         |               |               | Hildegardo Milagres | PDT               | - Engenheiro      | Avante São Pedro da Aldeia PDT PCdoB PSC                                |
| 13      |           | Chumbinho   | PT                | - Vereador de São Pedro da Aldeia (2005–2008)                     |               |               | Dr. Nelson Aud      | PTdoB             | - Médico          | São Pedro de Cara Nova PT PR PTdoB PTB PHS                              |
| 15      |           | Carlindinho | PMDB              | - Prefeito de São Pedro da Aldeia (1997–2000); - Servidor Público |               |               | Marquinho da Trecus | PSB               | - Comerciante     | Respeite São Pedro PMDB PTC PRB PSB PTN PV PRP PSL PMN PSDB PPS PP PSDC |
| Fontes: |           |             |                   |                                                                   |               |               |                     |                   |                   |                                                                         |

## Candidatos à vereança
| Coligação                                   | Partido | Partido | Candidaturas |
| ------------------------------------------- | ------- | ------- | ------------ |
| Amor a São Pedro (19 candidatos)            |         | PMDB    | 9            |
| Amor a São Pedro (19 candidatos)            |         | PTC     | 6            |
| Amor a São Pedro (19 candidatos)            |         | PPS     | 3            |
| Amor a São Pedro (19 candidatos)            |         | PRB     | 1            |
| São Pedro Em 1° Lugar (18 candidatos)       |         | PP      | 11           |
| São Pedro Em 1° Lugar (18 candidatos)       |         | PRP     | 4            |
| São Pedro Em 1° Lugar (18 candidatos)       |         | PMN     | 3            |
| Avante São Pedro da Aldeia (16 candidatos)  |         | PDT     | 7            |
| Avante São Pedro da Aldeia (16 candidatos)  |         | PSC     | 6            |
| Avante São Pedro da Aldeia (16 candidatos)  |         | PCdoB   | 3            |
| Todos Por São Pedro (16 candidatos)         |         | DEM     | 8            |
| Todos Por São Pedro (16 candidatos)         |         | PRTB    | 8            |
| Resgata São Pedro (16 candidatos)           |         | PSDB    | 7            |
| Resgata São Pedro (16 candidatos)           |         | PV      | 7            |
| Resgata São Pedro (16 candidatos)           |         | PTN     | 2            |
| Unidos Pela Renovação (15 candidatos)       |         | PT      | 7            |
| Unidos Pela Renovação (15 candidatos)       |         | PTB     | 4            |
| Unidos Pela Renovação (15 candidatos)       |         | PR      | 4            |
| São Pedro É Nosso (15 candidatos)           |         | PSB     | 11           |
| São Pedro É Nosso (15 candidatos)           |         | PSL     | 4            |
| União Trabalhista Humanista (14 candidatos) |         | PTdoB   | 12           |
| União Trabalhista Humanista (14 candidatos) |         | PHS     | 2            |
| Sem coligação                               |         | PSDC    | 3            |
| Fontes:                                     |         |         |              |

## Resultados da eleição

### Prefeito
| Candidato(a) a prefeito  | Candidato(a) a prefeito  | Candidato(a) a vice-prefeito | Primeiro turno 05 de outubro de 2008 | Primeiro turno 05 de outubro de 2008 |
| Candidato(a) a prefeito  | Candidato(a) a prefeito  | Candidato(a) a vice-prefeito | Total                                | Percentagem                          |
| ------------------------ | ------------------------ | ---------------------------- | ------------------------------------ | ------------------------------------ |
|                          | Carlindinho (PMDB)       | Marquinho da Trecus (PSB)    | 16.323                               | 40,58%                               |
|                          | Chumbinho (PT)           | Dr. Nelson Aud (PTdoB)       | 14.302                               | 35,55%                               |
|                          | Iédio Rosa (PDT)         | Hildegardo Milagres (PDT)    | 9.602                                | 23,87%                               |
| Total de votos válidos   | Total de votos válidos   | Total de votos válidos       | 40.227                               | 40.227                               |
| Votos apurados           |                          |                              |                                      |                                      |
| Votos válidos            | Votos válidos            | Votos válidos                | 40.227                               | 92,48%                               |
| Votos em branco          | Votos em branco          | Votos em branco              | 1.199                                | 2,76%                                |
| Votos nulos              | Votos nulos              | Votos nulos                  | 2.072                                | 4,76%                                |
| Total de votos apurados  | Total de votos apurados  | Total de votos apurados      | 43.498                               | 43.498                               |
| Eleitores                |                          |                              |                                      |                                      |
| Comparecimentos          | Comparecimentos          | Comparecimentos              | 43.498                               | 83,88%                               |
| Abstenções               | Abstenções               | Abstenções                   | 8.358                                | 16,12%                               |
| Total de eleitores aptos | Total de eleitores aptos | Total de eleitores aptos     | 51.856                               | 51.856                               |
| Total de seções: 151     |                          |                              |                                      |                                      |
| Fontes:                  |                          |                              |                                      |                                      |

### Composição da Câmara Municipal
|                          |                          |                 |                 |          |         |
| Nº                       | Partido                  | Votos populares | Votos populares | Assentos | ±       |
| Nº                       | Partido                  | Votos           | %               | Assentos | ±       |
| 45                       | PSDB                     | 4.947           | 12,15%          | 2        | 2       |
| 36                       | PTC                      | 4.109           | 10,09%          | 2        | 2       |
| 70                       | PTdoB                    | 5.075           | 12,46%          | 1        | 2       |
| 15                       | PMDB                     | 4.278           | 10,5%           | 1        | Estável |
| 13                       | PT                       | 3.152           | 7,74%           | 1        | 1       |
| 40                       | PSB                      | 3.078           | 7,56%           | 1        | Estável |
| 22                       | PR                       | 1.935           | 4,75%           | 1        | 1       |
| 23                       | PPS                      | 1.618           | 3,97%           | 1        | 1       |
| 12                       | PDT                      | 2.615           | 6,42%           | 0        | 1       |
| 43                       | PV                       | 2.058           | 5,05%           | 0        | 1       |
| 25                       | DEM                      | 1.435           | 3,52%           | 0        | -       |
| 17                       | PSL                      | 1.395           | 3,42%           | 0        | -       |
| 11                       | PP                       | 893             | 2,19%           | 0        | -       |
| 20                       | PSC                      | 855             | 2,1%            | 0        | 2       |
| 14                       | PTB                      | 828             | 2,03%           | 0        | 1       |
| 10                       | PRB                      | 575             | 1,41%           | 0        | -       |
| 28                       | PRTB                     | 569             | 1,4%            | 0        | -       |
| 65                       | PCdoB                    | 387             | 0,95%           | 0        | -       |
| 33                       | PMN                      | 316             | 0,78%           | 0        | -       |
| 44                       | PRP                      | 271             | 0,67%           | 0        | -       |
| 19                       | PTN                      | 193             | 0,47%           | 0        | -       |
| 31                       | PHS                      | 119             | 0,29%           | 0        | -       |
| 27                       | PSDC                     | 30              | 0,07%           | 0        | -       |
| Total de votos válidos   | Total de votos válidos   | 40.731          | 40.731          | 10       | 10      |
| Votos apurados           |                          |                 |                 | 10       | 10      |
| Total de votos válidos   | Total de votos válidos   | 40.731          | 93,64%          | 10       | 10      |
| Votos em branco          | Votos em branco          | 1.078           | 2,48%           | 10       | 10      |
| Votos nulos              | Votos nulos              | 1.689           | 3,88%           | 10       | 10      |
| Total de votos apurados  | Total de votos apurados  | 43.498          | 43.498          | 10       | 10      |
| Eleitores                |                          |                 |                 | 10       | 10      |
| Comparecimentos          | Comparecimentos          | 43.498          | 83,88%          | 10       | 10      |
| Abstenções               | Abstenções               | 8.358           | 16,12%          | 10       | 10      |
| Total de eleitores aptos | Total de eleitores aptos | 51.856          | 51.856          | 10       | 10      |
| Fontes:                  |                          |                 |                 |          |         |

### Vereadores eleitos
| Candidato(a) | Candidato(a)          | Partido | Votos | Votos       | Cidade de origem      | Unidade federativa/País |
| Candidato(a) | Candidato(a)          | Partido | Total | Percentagem | Cidade de origem      | Unidade federativa/País |
| ------------ | --------------------- | ------- | ----- | ----------- | --------------------- | ----------------------- |
|              | André de Gilson       | PSDB    | 1.865 | 5,02%       | São Pedro da Aldeia   | Rio de Janeiro          |
|              | Kaká                  | PR      | 1.390 | 3,74%       | São Pedro da Aldeia   | Rio de Janeiro          |
|              | Guga de Mica          | PMDB    | 1.255 | 3,38%       | São Pedro da Aldeia   | Rio de Janeiro          |
|              | Adalberto             | PT      | 1.174 | 3,16%       | Rio de Janeiro        | Rio de Janeiro          |
|              | Nicacio               | PTdoB   | 1.152 | 3,1%        | São Pedro da Aldeia   | Rio de Janeiro          |
|              | Jorginho              | PTC     | 983   | 2,65%       | São Pedro da Aldeia   | Rio de Janeiro          |
|              | Rogerinho da Saúde    | PSDB    | 943   | 2,54%       | São Pedro da Aldeia   | Rio de Janeiro          |
|              | Sodre                 | PTC     | 868   | 2,34%       | Rio de Janeiro        | Rio de Janeiro          |
|              | Franklin da Escolinha | PPS     | 855   | 2,3%        | São Pedro da Aldeia   | Rio de Janeiro          |
|              | Francisquinho         | PSB     | 738   | 1,99%       | Campos dos Goytacazes | Rio de Janeiro          |
| Fontes:      |                       |         |       |             |                       |                         |